# Bilancio sociale
Il bilancio sociale o rendiconto della responsabilità sociale d'impresa è un documento con il quale un'organizzazione, che sia un'impresa o un ente pubblico o un'associazione, comunica periodicamente gli esiti della sua attività, non limitandosi ai soli aspetti finanziari e contabili.

## Definizioni possibili
Negli ultimi anni si è parlato molto di responsabilità in ambito pubblico e in ambito privato. Sono state molte le aziende e le amministrazioni pubbliche che hanno avviato programmi di responsabilità sociale d'impresa.
Per quanto diffusa, è ancora difficile individuare una definizione unica di responsabilità sociale e «giova osservare che nonostante la florescenza di studi e dibattiti nel corso dell'ultimo quarto di secolo, non esiste a tutt'oggi una definizione largamente condivisa».
La definizione di responsabilità sociale più diffusa è stata pubblicata dall'Unione europea:
(Libro Verde della Commissione delle Comunità Europee, 2001)
Tale azione volontaria nasce come risposta alle esigenze di innovazione delle pratiche di governo dell'impresa e del territorio.
Tra gli strumenti di responsabilità sociale il bilancio sociale rappresenta l'esito di un processo e non un documento fine a se stesso:
(Ministero dell'Interno, 2007)

## Il bilancio sociale in ambito pubblico
Il bilancio sociale nasce dalla consapevolezza che esistono diverse categorie di persone, definiti stakeholder, che hanno un diritto riconosciuto, o interesse, a conoscere quali ricadute, o effetti, l'ente produce nei propri confronti.
Una conseguenza di questo aspetto è che l'ente, per rendere conto degli effetti del proprio operato sulle diverse categorie di persone, non può esimersi dal coinvolgerli, per individuare insieme quali siano questi effetti.
Per fare un esempio: un ente pubblico non può limitarsi a dichiarare che ha costruito una piscina e che è costata € 5 000 000, ma deve arricchire questo dato con il numero di persone che frequentano la struttura e possibilmente inserire il loro grado di soddisfazione; deve inoltre riconoscere il diritto dei soggetti finanziatori ad essere informati sulle caratteristiche della realizzazione, così come considerare gli effetti sull'ambiente e la comunità circostante, utilizzando indicatori adatti per misurare il grado di raggiungimento degli obiettivi che l'ente si è prefissato, sia individualmente, sia coinvolgendo gli stakeholders più rilevanti.
Attraverso il bilancio sociale l'ente rende espliciti i risultati della sua attività, confrontandoli con gli obiettivi, dichiarati, in modo da permettere a tutti, ma in primo luogo a se stessa, di verificare se tali obiettivi siano stati raggiunti, o si renda necessario piuttosto, introdurre ulteriori interventi.
Una gestione corretta, e sperimentata nel tempo, del bilancio sociale, ne fa non solo uno strumento di dialogo, ma un vero e proprio strumento di consapevolezza, e quindi di gestione. Non a caso è stato definito "lo specchio magico".

## La Riforma del Terzo Settore
Con la Legge 106 del 18 giugno 2016, Il Ministero del lavoro e delle politiche sociali ha avviato un procedimento di riforma di tutto il Terzo Settore, ovvero di quelle libere iniziative di cittadini che si associano per contribuire insieme al bene comune. Tra le riforme vi è l'obbligo di redigere, pubblicare e mettere a disposizione di tutti gli stakeholder e interessati il Bilancio Sociale di un ente o organizzazione a partire dal 2021.
Per redigere il Bilancio Sociale, il Ministero ha adottato con il Decreto del 4 luglio 2019, le Linee Guida per la redazione del Bilancio Sociale degli enti del Terzo Settore. Le Linee Guida hanno lo scopo di individuare i contenuti e definire le modalità di redazione per permettere agli interessati di adeguarsi al disposto normativo.
Il Bilancio Sociale diventa per legge obbligatorio per:
- Gli enti del Terzo Settore con ricavi, rendite, proventi o entrate comunque denominate superiori a 1 milione di €
- I centri di volontariato
- Le imprese sociali, comprese le cooperative a vocazione sociale
- I gruppi di imprese sociali

## Attendibilità e punti deboli
I criteri di redazione, le informazioni da inserire, etc, non sono prescritte obbligatoriamente e quindi ogni organizzazione che pubblica il Bilancio sociale usa i criteri, i metodi e le informazioni che ritiene più opportune e 
(Valentina Furlanetto, L'industria della carità, Milano, Chiarelettere, 2013 (II ed.), p. 154. ISBN 978-88-6190-251-0)
Esempi significativi sono il caso della Parmalat, che poco prima che scoppiasse lo scandalo, aveva già redatto un Bilancio sociale, anche se poi non fu mai pubblicato
e quello della Enron, fallita con un "buco finanziario" di 63 milioni di dollari, che ha gettato sul lastrico molti suoi azionisti, e che pubblicava regolarmente il suo Bilancio sociale.